# Museo de Arte de Jersón
El Museo de Arte de Jersón, también Museo de Arte Oleksi Zhovkunenko Jersón o Museo de Arte Regional de Jersón; en ucraniano: Херсонський художній музей імені Олексія Шовкуненка, es un museo situado en la capital del óblast de Jersón, en el sur de Ucrania. Se encuentra en el distrito de Suvórov y lleva su nombre oficial en honor al pintor Oleksi Shovkunenko (1884-1974).

## Historia

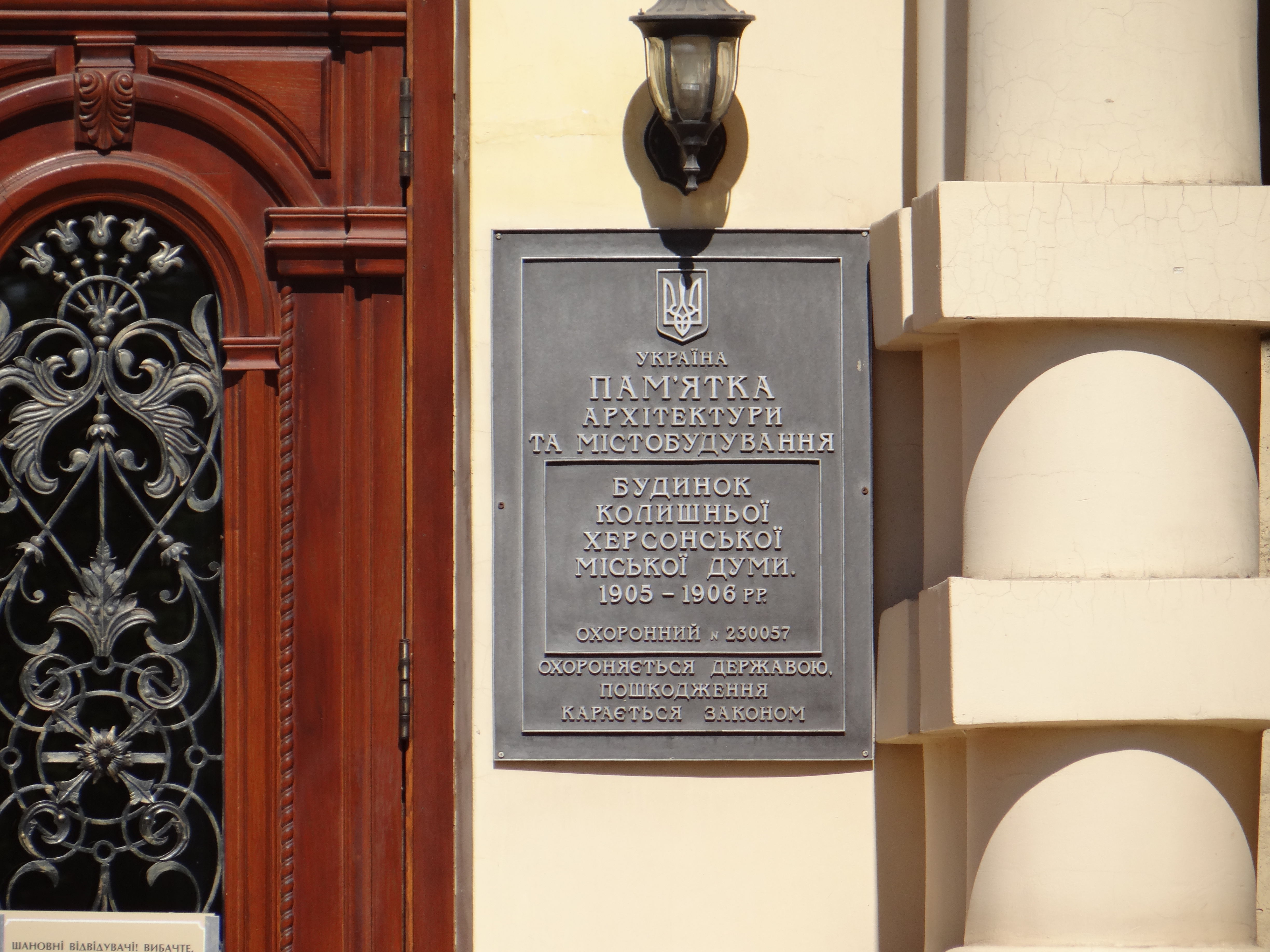
Premio como monumento arquitectónico ucraniano

La historia del museo comenzó con la colección compilada por el arqueólogo Victor Ivánovich Hoshkevich en 1890, que incluía hallazgos arqueológicos, iconos y pinturas, y se conocía como el Museo Arqueológico de Jersón. En 1921, el artista y filántropo Nicolai Gedroits (1853–1933), que había fundado el Museo de Arte de Nicolaiev, amplió la colección en Jersón con numerosas obras de arte y objetos de artesanía. En el período de entreguerras, el museo también adquirió obras de artistas de Europa occidental. Durante la Segunda Guerra Mundial, las autoridades de ocupación alemanas sacaron de la ciudad obras de la colección del museo.
No fue hasta 1966 que el museo reabrió el departamento de arte. En 1976 recibió un extenso grupo de imágenes del fondo M. I. Kornilovski. Para su reconstrucción, el renovado Museo de Arte recibió objetos de otras colecciones de museos de la Unión Soviética y especialmente de la República Soviética de Ucrania. En 1981 recibió una importante colección de obras del patrimonio del pintor ucraniano-soviético Oleksi Zhovkunenko .
El museo ha estado ubicado en el centro histórico de la ciudad cerca del puerto fluvial de Jersón desde 1978, ocupando el edificio del antiguo ayuntamiento. Está ubicado en un edificio representativo erigido entre 1897 y 1907 como sede de la administración de la ciudad y está clasificado como monumento histórico de Ucrania. Los planos del edificio, seleccionados tras un concurso, fueron del arquitecto de Odessa Adolf Borisovich Minkus (1870-1948). Las fachadas neorrenacentistas están acentuadas por una pequeña torre de reloj en la esquina del cruce de las calles Vorontsovska y Soborna.
El Museo de Arte de Jersón tiene una sucursal en la ciudad de Nueva Kajovka en el óblast de Jersón.
Desde el ataque ruso a Ucrania en febrero de 2022 hasta el 11 de noviembre de 2022, el Museo de Arte de Jersón fue controlado por las autoridades de ocupación rusas. Según informes del Ayuntamiento de Jersón, el ejército ruso transportó obras de este museo y del Museo Regional de Historia de Jersón a Crimea antes de ser expulsados a principios de noviembre de 2022. Unas 15 000 obras habrían sido amontonadas sin cuidado por el ejército ruso con ayuda de colaboradores locales en camiones y autobuses, transportadas a Crimea y recibidas por el director del Museo Central de Taurida en Simferópol, Andrei Malgin, «para asegurar la seguridad de las obras hasta que puedan ser retornadas a su dueño legítimo». En total, un 80% de la colección del museo fue saqueada.

## Colección

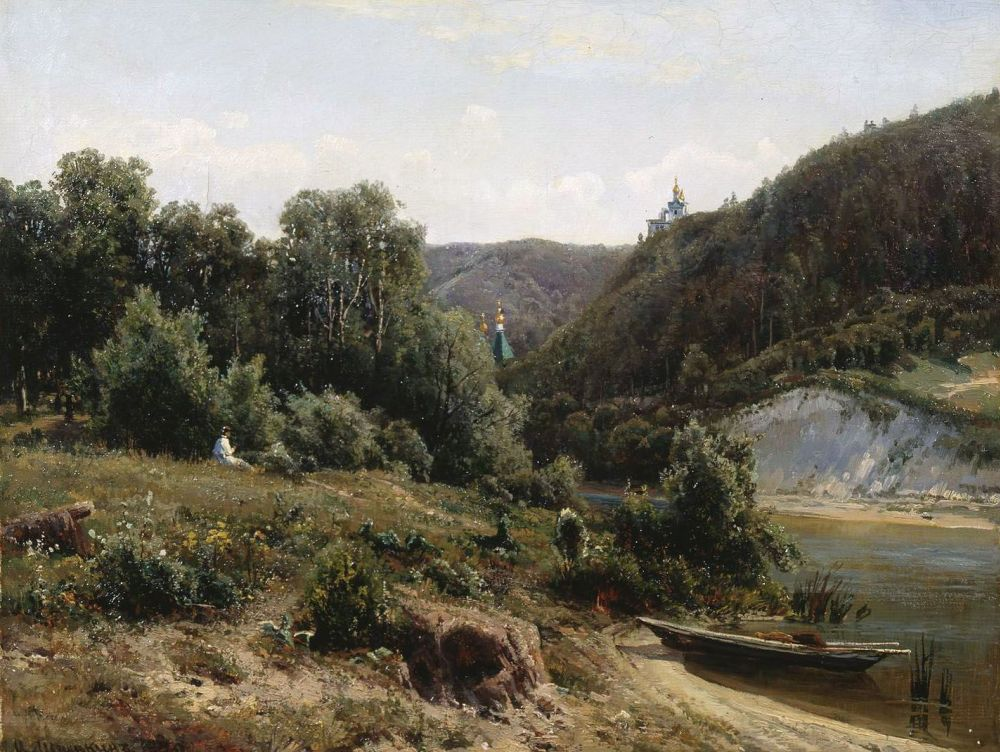
Iván Shishkin: «En el monasterio». 1870 (Colección del Museo de Arte de Jersón)

El Museo de Arte tiene una colección de iconos, pinturas y esculturas, principalmente de artistas ucranianos y rusos. Particularmente representados están Konstantín Makovski, Iván Aivazovski, Alexei Kondratievich Savrasov, Vasili Polénov, Iván Kramskói, Peter Clodt von Jürgensburg, Eugen Lanceray, Mark Antokolski y August von Bayer.